# Saint-Pardoux-Morterolles
Saint-Pardoux-Morterolles är en kommun i departementet Creuse i regionen Nouvelle-Aquitaine i de centrala delarna av Frankrike. Kommunen ligger i kantonen Royère-de-Vassivière som tillhör arrondissementet Aubusson. År 2022 hade Saint-Pardoux-Morterolles 211 invånare.

## Befolkningsutveckling
Antalet invånare i kommunen Saint-Pardoux-Morterolles
Referens:INSEE